# Edessena hameda
Edessena hameda là một loài bướm đêm trong họ Noctuidae.